# Natanael
Natanael (hebr. Bóg dał) – imię hebrajskie, znaczeniowo przypomina takie imiona, jak greckie z pochodzenia Teodor czy polskie Bożydar. 
W Nowym Testamencie, w Ewangelii św. Jana nosi je jeden z pierwszych dwunastu apostołów identyfikowany z apostołem występującym w pozostałych Ewangeliach kanonicznych jako Bartłomiej (por. Jezus ujrzał jak Natanael zbliżał się do Niego i mówi o nim: „Patrz, to prawdziwy Izraelita – bez podstępu”. Mówi do Niego Natanael: „Skąd mnie znasz?” – J 1, 47-48).
Natanael imieniny obchodzi 24 sierpnia.

## Osoby
- Natanael Berg (1879–1957) – szwedzki kompozytor
- Nathaniel Hawthorne (1804–1864) – amerykański powieściopisarz
- Nataniel (Kałajdżiew) (1952–2013) – bułgarski duchowny prawosławny, metropolita newrokopski
- Nataniel (Leandrow) (1813–1888) – rosyjski duchowny prawosławny, biskup jekaterynburski i irbicki
- Nataniel (Lwow) (1906–1986) – rosyjski duchowny prawosławny, arcybiskup wiedeński i austriacki
- Nataniel (Popp) (ur. 1940) – rumuński duchowny prawosławny, arcybiskup Detroit
- Nataniel (Sawczenko) (1799–1875) – rosyjski duchowny prawosławny, arcybiskup czernihowski i nieżyński
- Nataniel Sielicki (?–1595) – duchowny prawosławny, arcybiskup połocki, witebski i mścisławski
- Nataniel (Soborow) (1824–1907) – rosyjski duchowny prawosławny, biskup archangielski i chołmogorski
- Nataniel (Troicki) (1864–1933) – rosyjski duchowny prawosławny, metropolita charkowski
- Nataniel Mateusz Wolf (1724–1784) – polsko-niemiecki lekarz i astronom
- Bartłomiej Nataniel Wąsowski (1617–1687) – polski dramatopisarz i architekt

## Inne
- (25258) Nathaniel – planetoida
- Natanael – polska grupa muzyczna grająca reggae